# Daichi Takatani
Daichi Takatani (Kyotango, 22 de novembro de 1994) é um lutador de estilo-livre japonês.

## Carreira
Ele começou a lutar na Escola de Meninos Aminocho. Desde seu terceiro ano na Amino Junior High School, ele venceu a Divisão de Cadetes da JOC Cup três vezes consecutivas. Quando ele entrou na Amino High School, ele ficou em terceiro lugar na categoria até 54 kg no Campeonato Mundial de Cadetes em seu segundo ano. Em seu terceiro ano, venceu a categoria Inter-High até 66kg. Em 2013, ele ingressou na Universidade Takushoku e venceu o All Japan Invitational Championship na categoria até 60kg em seu primeiro ano. Em seu segundo ano, ele ficou em 3º lugar no Campeonato Mundial Júnior, mas no Campeonato Mundial até 74kg ele competiu com seu irmão mais velho, ficou em 7º lugar.
Ao ingressar na Escola de Educação Física das Forças de Autodefesa em 2017, conquistou o All Japan Championship na categoria até 65kg. Ele ficou em segundo lugar nos Jogos Asiáticos de 2018. Depois disso, ele passou para a categoria até 74kg e venceu o All Japan Championship pela segunda vez consecutiva em 2021. Em 2023, ele também venceu o All Japan Invitational Championship. No Mundial, ele derrotou o ex-campeão mundial Frank Chamizzo da Itália por 7 a 2 na primeira partida, mas perdeu para o campeão mundial Kyle Dake dos Estados Unidos por 4 a 6 nas quartas de final, mas depois ficou em 3º lugar na decisão. Seu irmão mais velho também conquistou a medalha de prata nessa categoria de peso no Mundial de 2024, tornando-os os medalhistas conjuntos. Além disso, por ter conquistado uma medalha neste torneio, ele foi selecionado para representar a competição de luta livre até 74 kg nas Olimpíadas de Paris de 2024. Nas Olimpíadas, ele enfrentou Razambek Zhamalov, do Uzbequistão, na final, e ficou com a medalha de prata.